# Галльский язык
Га́лльский язы́к — мёртвый кельтский язык, на котором говорили в Галлии до VI века, когда был окончательно вытеснен народной латынью.
Согласно одной из двух основных классификаций кельтских языков, галльский и ряд других мёртвых языков — кельтиберский и лепонтийский — объединяют в так называемые «континентальные кельтские языки». Другая классификация, делящая кельтские языки на Q-кельтские и P-кельтские, относит галльский ко второй ветви.

## Памятники
Язык известен по нескольким сотням надписей: лапидарным (на камнях), на керамических сосудах, монетах, свинцовых и цинковых пластинках. Галльские тексты найдены на территории современных Франции, Швейцарии, Италии, Германии, Бельгии. Древнейшие галльские надписи относятся к VI веку до н. э. и выполнены в Цизальпинской Галлии древнеиталийским алфавитом. Самые поздние сведения о галльском языке — упоминание нескольких носителей у Григория Турского (VI век нашей эры).

## Письменность
Алфавит Лугано использовался в Цизальпийской Галлии:
- AEIKLMNOPRSTΘVXZ

Алфавит Лугано не различает звонких и глухих смычных, то есть P представляет /б/ или /п/, Т для /д/ или /т/, K для /г/ или /к/. Z, вероятно, обозначает /ц/. Θ, видимо, обозначает /т/, X — /г/ (Лежен 1971, Солинас 1985).
Восточный греческий алфавит использовался в южной Трансальпийской Галлии:
- αβγδεζηθικλμνξοπρστυχω

χ используется для [χ], θ для / TS /, ου для /u/, /ū/, /w/, η и ω для долгих и кратких /e/, /ē/ и /o/, /ō/, тогда как ι — для кратких /i/, ει для /ī/. Сигма в восточном греческом письме выглядит как Ϲ (т. н. полулунная сигма). Использовались все греческие буквы, кроме фи и пси.
Латинский алфавит (монументальный и скоропись) использовался наиболее активно в Римской Галлии, кроме её южной части, хотя и там есть тексты с латинской орфографией:
- ABCDꟇEFGHIKLMNOPQRSTUVXZ abcdꟈefghiklmnopqrstuvxz

G и K иногда использовались взаимозаменяемо (особенно после R). Ꟈ/ꟈ, ds и s могут представлять собой t /ts/. X, x это [χ] или /ks/. Q используется в редких случаях (e.g. Sequanni, Equos) и может быть архаизмом (сохраненным *kw) или, как в латыни, являться альтернативным написанием слога -cu- (для оригинальных /kuu/, /kou/ или /kom-u/). Ꟈ и ꟈ используются тут для представления так называемого tau gallicum (галльской дентальной аффрикаты), точный символ который был добавлен в Unicode. В отличие от начертания для Ð, центральная черточка протягивается прямо посредине через начертание tau gallicum и также не выглядывает за границы символа. Показательно также использование такой буквы, как iota longa, для долгого i. Этот звук транслитерируется либо заглавной латинской «I», либо строчным «i» со знаком акута. Невыясненным до сих пор является вопрос, в какой мере с помощью греческих букв Η «эта» и Ω «омега» передавались долгие гласные ē и ō; есть основания думать, что ими, хотя бы в некоторых случаях, передавалось не особое количество, но качество обозначаемых гласных (так же, как в самом древнегреческом языке): «эта» — долгое/краткое закрытое /ẹ/ или же /i/, а «омега» — долгое/краткое закрытое /ọ/ или /u/.

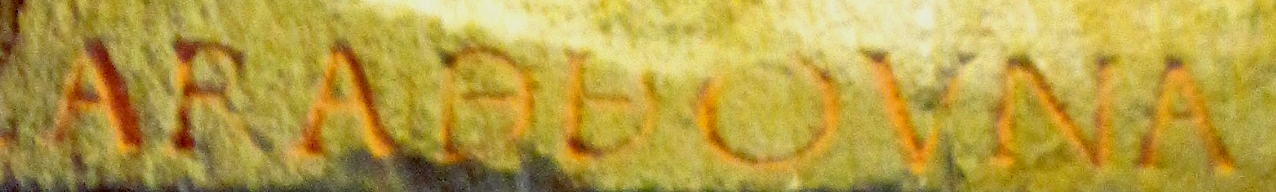
Имя ARAÐÐOVNA на гробнице показывает использование т. н. tau gallicum (тут буква удвоена). Музеи Cour d’Or, Мец

## Лингвистическая характеристика

### Фонология
- гласные:
  - краткие: a, e, i, o u
  - долгие ā, ē, ī, (ō), ū
- полугласные: w, y
- смычные:
  - глухие: p, t, k
  - звонкие: b, d, g
- сонанты
  - носовые: m, n
  - плавные r, l
- щелевой: s
- аффриката: ts

[χ] — аллофон /k/ перед /t/.

#### Звуковые законы
- Галльский язык относился к кельтским «P-языкам», где индоевропейское /kw/ дало /p/ (ср. mapon 'сын', ирл. mac; epon 'конь', лат. equos). Однако, хотя считается, что галльский является P-кельтским языком, некоторые надписи (например, календарь из Колиньи), возможно, показывают Q-кельтские черты[5].
- Также : gw становится w, например, gwediūmi > uediiumi или uediiu-mi «молю, молюсь (я)» (ср. ирл. guidhim, валл. gweddi «молится»).
- ПИЕ ds, dz даёт /ts/, пишется ꟈ, например, *nedz-tamo > neꟈꟈamon (ср. ирл. nesamh «ближайший», валл. nesaf «следующий»).
- ПИЕ eu даёт ou, и впоследствии ō, например, *teutā > touta > tōta «народ, племя» (ср. ирл. tuath, валл. tud «народ»).
- Также следует упомянуть о том, что, интервокальное /st/ становится аффрикатой [ts] (альвеолярный смычный + глухой альвеолярный смычный) и интервокальное /sr/ становится [ðr] и /str/ становится [þr]. Наконец, когда лабиальный или велярный смычный находится перед /t/ или /s/ оба звука сливаются во фрикативное [x].

### Морфология

#### Имя
В галльском было до 6 или 7 склонений
Наиболее надёжны сведения о склонении двух самых частотных именных основ: с тематическими -a и -o. Пустая клетка означает недостаток сведений.
| Падеж              | -a-основа | -o-основа |
| ------------------ | --------- | --------- |
| Именительный падеж | Epona     | Maponos   |
| Звательный падеж   | Epona     | Mapone    |
| Винительный падеж  | Eponin    | Maponon   |
| Родительный падеж  | Eponias   | Maponi    |
| Дательный падеж    | Eponai    | Maponu    |
| Творительный падеж | Eponia    | Maponu    |
| Местный падеж      |           | Mapone    |

| Падеж              | -a-основа | -o-основа |
| ------------------ | --------- | --------- |
| Именительный падеж | Eponias   | Maponi    |
| Звательный падеж   |           |           |
| Винительный падеж  | Eponas    | Maponus   |
| Родительный падеж  | Eponanon  | Maponon   |
| Дательный падеж    | Eponabo   | Maponobo  |
| Творительный падеж |           | Maponus   |
| Местный падеж      |           |           |

Данные об остальных склонениях более частичны, но в общем картина выглядит так:
| падеж          | ед. число            | ед. число    | ед. число | ед. число | ед. число | мн. число | мн. число    | мн. число | мн. число | мн. число |
| падеж          | ā-основа             | o-основа     | i-основа  | u-основа  | r-основа  | ā-основа  | o-основа     | i-основа  | u-основа  | r-основа  |
| -------------- | -------------------- | ------------ | --------- | --------- | --------- | --------- | ------------ | --------- | --------- | --------- |
| номинатив      | tōtā                 | mapos        | vātis     | dorus     | brātīr    | tōtas     | mapoi > mapī | vātes     | doroues   | brāteres  |
| вокатив        | tōta                 | mape         | vāti      | doru      |           |           | mapūs        |           |           |           |
| аккузатив      | tōtan, tōten > tōtim | mapon        | vātin     | *dorun    | brāterem  | tōtās     | mapūs        | vātīs     | doruās    | brāteras  |
| генетив        | tōtas                | mapī         | vātes     | dorous    | brāteros  | tōtanom   | mapon        | vātion    | doruon    | brāteron  |
| датив          | tōtai > tōtī         | mapūi > mapū | vāte      | dorou     | brāteri   | tōtabo    | mapobo       | *vātibo   | doruebo   | brāterebo |
| инструменталис | tōtia                | mapu         |           |           |           |           | mapobi       |           |           | brāterebi |
| локатив        |                      | mape         |           |           |           |           |              |           |           |           |

В некоторых случаях наблюдается историческая эволюция, например, дат. ед. числа у a-основ -āi в самых старых надписях видоизменяется: *-ăi и, наконец, -ī (как в ирл. a-основных существительных c ослабленными (слабыми) согласными: им. lámh «кисть, рука» (сравн. галльск. lāmā) и дат. láimh (< *lāmi; сравн. галльск. lāmāi > *lāmăi > lāmī). Далее, инструменталис мн. числа начал смешиваться с дат. мн. числа (дат. atrebo и matrebo vs. инстр. gobedbi и suiorebe); в современных островных кельтских языках (имеются в виду гэльский и ирландский, так как в валлийском падежи утрачены) историческая форма инструменталиса полностью заместила собой исторический датив.
В o-основах галльский также нарушает закономерности — местоименное окончание в формах им. множ. -oi и род. ед. -ī вместо ожидаемых -ōs и -os, сохраняемых в кельтиберском (-oś, -o). В a-основах унаследованный род. ед. на -as засвидетельствован, но впоследствии заменился на -ias, подобно островным кельтским наречиям. Ожидаемый род. мн. на -a-om не найден, зато в тексте из Ларзака засвидетельствована форма на -anom (против кельтиберского архаического -aum).

#### Глагол
Глагол пока что, несмотря на заметный прогресс в изучении языка, известен хуже имени: отмечены формы презенса (тематический и атематический — см. ниже), претерита (сигматического, редуплицированного, и образуемого с помощью суффикса -u-); медиопассив характеризуется элементом -r-. Стали известны и относительные формы финитного глагола.
Система глагола показывает ряд инноваций по сравнению с реконструированным общекельтским состоянием. Индоевропейский s-aoрист развился в так называемый галльский t-претерит, который сформировался путём слияния старого окончания 3-го лица ед. числа имперфекта -t- с перфектным окончанием 3-го лица ед. числа -u или -e и последующей аффиксацией со всеми формами t-претерита. Подобным же образом, s-претерит образовался путём расширения -ss (изначально также 3-го лица ед. числа) и аффиксации -it к 3-му лицу ед. числа (для различения как такового). Множественное число 3-го лица также маркируется путём добавления постпозитивного -s в прошедшем времени.

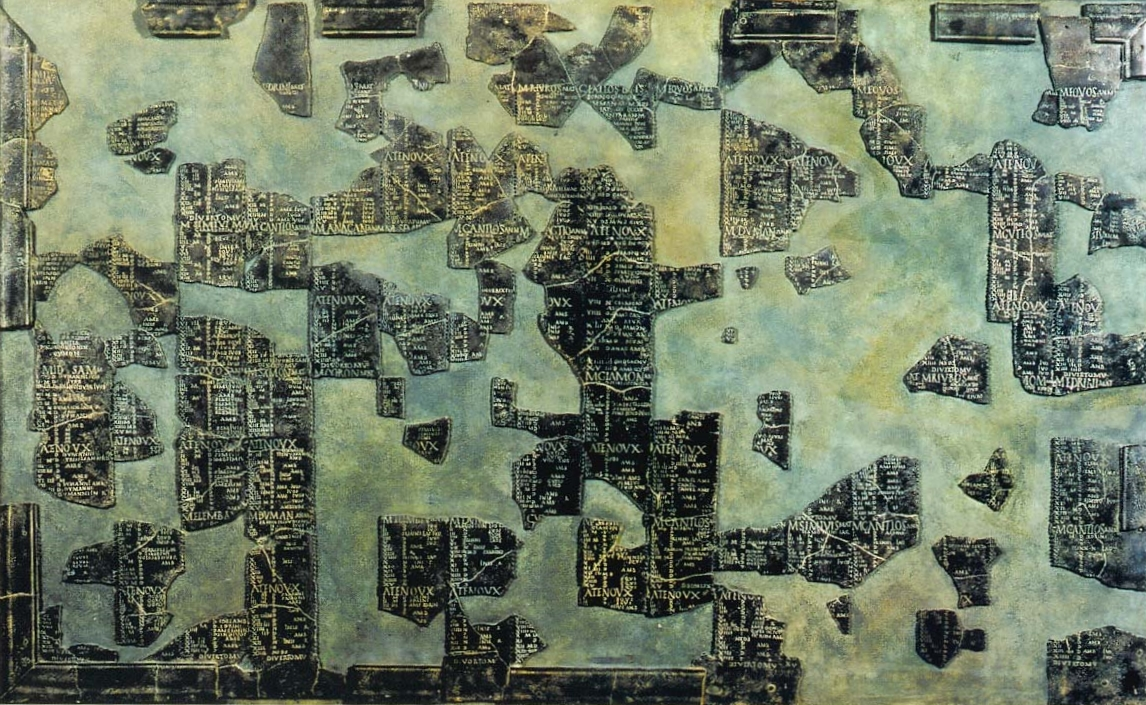
Календарь из Колиньи

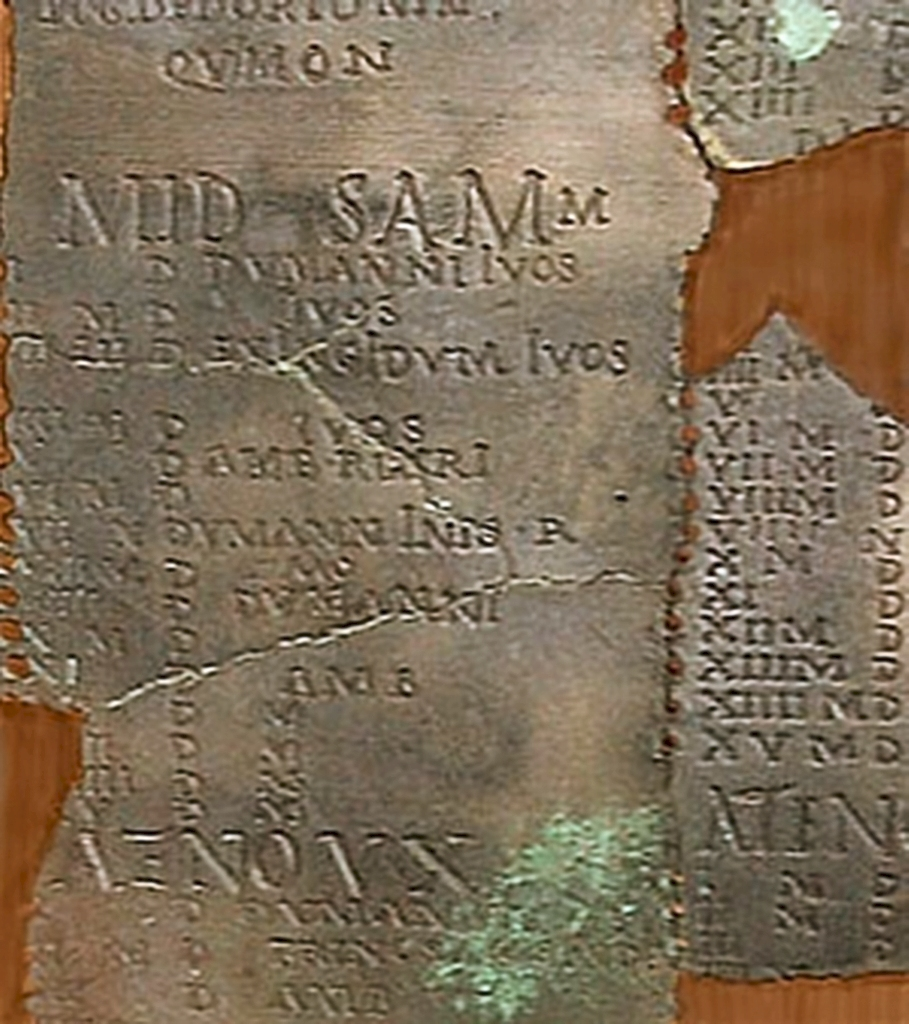
Месяц Samonios

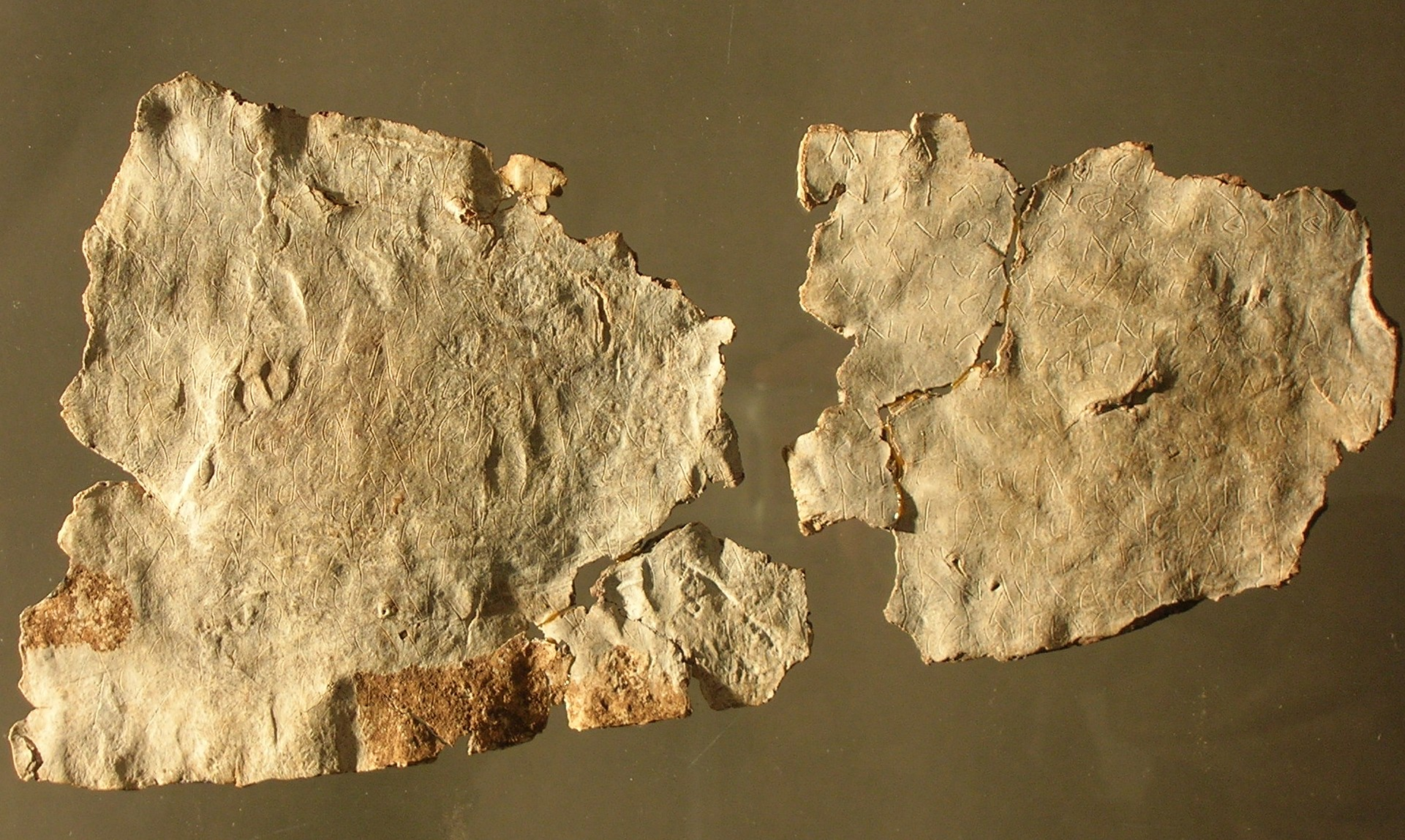
Свинцовая пластинка с самой крупной галльской надписью из Л’Оспитале-дю-Ларзак, хранящаяся в музее города Мийо

Спряжение глагола в галльском до сих пор известно не очень хорошо, несмотря на находки крупных текстов в 1974—1997 годах. По-видимому, в галльском, подобно, например, древнегреческому, сохранились индоевропейские глаголы на -mi (атематические) и на -o (тематические). Галльский обладал 5 наклонениями: действительным, сослагательным, желательным, повелительным, а кроме того неопределённой формой (в виде глагольного имени) и, по меньшей мере, 3 временами: настоящим, будущим и претеритом — особенности формирования которого вышеуказаны. Кристофер Гвинн перечислил ряд сохранившихся глагольных форм галльского в виде списка.

#### Числительные
Порядковые числительные с граффити Ля Грофесанк:
1. cintus, cintuxos (валл. cynt «before», cyntaf «первый», брет. kent «спереди», др.-ирл. céta, ирл. céad «первый»)
2. allos (валл. ail, брет. eil, др.-ирл. aile «другой, второй», ирл. eile)
3. tritios (валл. trydydd, брет. trede, др.-ирл. treide, ирл. treas)
4. petuarios (валл. pedwerydd, брет. pevare, др.-ирл. cethramad)
5. pinpetos (валл. pumed, брет. pempet, др.-ирл. cóiced)
6. suexos (возможно, написанное с ошибкой suextos; валл. chweched, брет. c’hwec’hved, др.-ирл. seissed)
7. sextametos (валл. saithfed, брет. seizhved, др.-ирл. sechtmad)
8. oxtumetos (валл. wythfed, брет. eizhved, др.-ирл. ochtmad)
9. nametos (валл. nawfed, брет. naved, др.-ирл. nómad)
10. decametos, decometos (валл. degfed, брет. degvet, др.-ирл. dechmad, кельтибер. dekametam)

## Влияние на французский язык
Галлы традиционно считаются предками французов и бельгийских валлонов (белги), и до возникновения научного сравнительно-исторического языкознания иногда даже утверждалось («Грамматика Пор-Рояля»), что французский язык — потомок галльского, а сходство с латынью объясняется заимствованиями из неё. Однако влияние галльского языка (другими словами, кельтского субстрата) на французский пока не доказано в той же мере, как очевидная явность изменений, вызванных мощным пластом влияний германских языков на разных уровнях, да и в основном корнеслове французского преобладают именно латинские корни. К галльским заимствованиям можно отнести около 180 слов (включая диалектные), например, bec 'клюв', chêne 'дуб', остатки двадцатеричной системы счисления, например, quatre-vingts '80' ('4 x 20'). По-видимому, это связано с тем, что вымирание галльского и переход галлов на народную латынь произошли очень быстро и ко времени становления старофранцузского языка уже закончились. 

## Сохранившиеся тексты и глоссы у античных авторов
У греческих, латинских и раннесредневековых авторов сохранилось большое количество глосс и даже небольшие обрывки фраз на галльском языке. Особо следует отметить Марцелла Эмпирика из Бордо. У него в книге о лекарствах таких текстов 10.

### Магические формулы
Галльские магические формулы Марцелла из Бурдигалы
1. еxcicum acrisos (для очистки, промывания глаз).
2. resonco hregan gresso (для удаления соринки с глаза).
3. in mon dercomarcos axatison (при отеке глаз).
4. rica rica soro (на ячмень).
5. κυρια κυρια κασσαρια σουρωρβι (на ячмень).
6. vigaria gasaria (на ячмень).
7. argidam margidam sturgidam (от зубной боли).
8. crisi crasi ca neras i (при боли язычка в горле).
9. heilen prosaggeri vome si polla nabuliet onodieni iden elilon (при закупорке горла)
10. xi exucricone xu criglionalsus scrisu miovelor exugri conexu grilau (при закупорке горла).

### Прочие фразы
Vita Sancti Symphoriani, жизнеописание мученика Симфориана Отонского (165—180), было создано около V века. Согласно мнению ряда учёных (см. ниже), в этом источнике сохранилось целое предложение на позднегалльском.
Манускрипты (по Вильгельму Мейеру):

Nate nate Synforiane meniento b&oto diuo hoc est memorare dei tui— Cod. monac. lat. 4585

Nati nati Synforiani, mentem obeto dotiuo— Codex de Turin D. V. 3
По транскрипции Рудольфа Турнейзена:

uenerabilis mater sua de muro sedula et nota illum uoce Gallica monuit dicens: «nate, nate Synforiane, mentobeto to diuo».
Текст повреждён и, как видно выше, различается в рукописях и в таком виде встречается всего в двух манускриптах из множества вариантов «Мученичества Св. Симфориана». Данная реконструкция принадлежит кельтологу Турнейзену; её поддерживает Жозеф Монар (Joseph Monard)
Примечательно, что часть фразы mentobeto to diuo, вероятно, отражает вульгарную латынь или её влияние на галльский. По Адамсу, mentobeto было формой императива составного глагола mente habere; отсюда произошли ст.-фр. mentevoir и прованс. mentaure.
В издании Acta sanctorum (Aug. IV, p. 497) эта часть жития была напечатана в более близкой к латыни форме (такой же текст присутствует в требнике, напечатанном в Вене в 1522 году):

Venerabilis autem mater sua de muro nota illum voce commonuit dicens: «nate, nate Symphoriane, in mente habe Deum vivum. Resume constantiam, fili. Timere non possumus mortem, quae sine dubio perducit ad vitam».

### Глоссы
У древнегреческих и особенно у латинских авторов, как уже говорилось, сохранились сотни галльских и (гораздо меньше) галатских глосс, от V века до н. э. до VI века нашей эры. От Плавта до Фортуната латинские тексты пестрят галльскими словами.
Например, глоссы Гесихия Александрийского, кроме всего прочего, дают ценнейшую информацию о наречии галатов в Малой Азии.
• ἀβράνας· Κελτοὶ τοὺς κερκοπιθήκους
abránas [acc.pl.] : у кельтов, длиннохвостые обезьяны
• αδες· πόδες. ἔνιοι δὲ ἀηδές
ades [nom.-acc.pl./acc.sg.] : ноги; у некоих, несогласно (по форме считается галльским или галатским)
• Ἀδριανοί· Κελτοί, οἱ παρὰ τὴν Ἀδρίαν περίοικοι
Adrianoí : кельты, обитающие близ Адриатики [ср. лат. Hadriānī]
• †βαρακάκαι [leg. βράκκαι ?]· †ἅγιοι διαφέραι† [leg. αἴγειαι διφθέραι ?], παρὰ Κελτοῖς
brákkai : кожаные штаны у кельтов [ср. лат. brācae]
• βαρδοί· ἀοιδοὶ παρὰ Γαλάταις
bardoí : певцы у галатов [ср. лат. bardī]
• †ἔντριτον· τὸ διονίου ἔμβρωμα, ὃ Γαλάται ἔμβρεκτόν φασιν†
éntriton : еда … которую галаты называют émbrekton [ср. лат. imbractum ?]
• ἤλεκτρος· μέταλλον χρυσίζον. φασὶ δὲ αὐτὸ ἀπὸ τοῦ ἐν τῇ Κελτικῇ χώρᾳ Ἠριδανοῦ τοῦτο κομίζεσθαι τῶν αἰγείρων. τὰ δάκρυα τῶν Ἡλιάδων
ḗlektros [‘янтарь’] : металл золотистого цвета; говорят, что в стране кельтов у Эридана так называют тополи; слезы Гелиад (Илиад).
• καίτρεαι· ὅπλα Ἰβηρικά· οἱ δὲ κυρτίας
kaítreai : оружие иберийское; у некоторых kurtías [ср. лат. caetrae ~ cētrae]
• κάρνον [leg. κάρνυξ ?]· τὴν σάλπιγγα Γαλάται
kárnon или kárnyx : труба [acc.sg.] у галатов
• Κελτοί· ἔθνος ἕτερον Γαλατῶν
Keltoí : иное племя галатов [ср. лат. Celtae]
• κυρτίας· Κελτοὶ τὰς ἀσπίδας
kurtías [acc.pl.] : слово у кельтов, щиты
• λειούσματα ἢ λεγούσματα· εἶδος καταφράκτου. Γαλάται
leioúsmata или legoúsmata : вид доспеха катафракта у галатов
• λεύγη· μέτρον τι Γαλατικόν
leúgē : единица измерения у галатов [ср. лат. leuga]
• μαδάρεις· τὰς πλατυτέρας λόγχας τῶν κεράτων. Κελτοί
madáreis : копья (по форме) более плоские [acc.pl.] чем рога (наконечники в виде кончика рога), у кельтов [ср. лат. matarēs]

## Надписи на галльском
Ещё сравнительно недавно самым крупным памятником галльского был календарь из Колиньи. Однако с 1970 года появились находки ряда хорошо сохранившихся и относительно крупных текстов, в том числе возможное заклинание на свинцовой пластинке из Ларзака, которое являет собой крупнейший сохранившийся галльский текст. Эта пластинка из свинца была найдена в 1983 году в Л’Оспитале-дю-Ларзак. Текст в римском курсиве нанесён на обе стороны двух небольших листочков свинца. Этот текст, возможно, представляет собой defixio — табличку с магическим проклятием. Текст, по предположению ряда специалистов, представляет собой магическое заклинание в отношении некой Severa Tertionicna и группы женщин (возможно, соперничавших волшебниц или друидесс), однако точное толкование текста, ввиду явных пробелов наших знаний о галльской морфологии и лексике, остаётся частично неясным.

## Примеры текстов
Галльский текст из Ларзака
(По R. Marichal, модифицировано M. Lejeune, L. Fleuriot и P.-Y. Lambert.)
Табличка 1a (внутренняя сторона)
de bnanom bricto[m i- / -n eainom anuana sanander [
na brictom uidlaias uidlu[ / tigontias so adgagsona seue[rim
tertionicnim lidssatim liciatim / eianom uoduiuoderce lunget
..utonid ponc nitixsintor si[es / duscelinatia ineianon anuan[a
esi andernados brictom bano[na / flatucias paulla dona politi[us
iaia duxtir ediagias poti[ta m- / -atir paullias seuera du[xtir
ualentos dona paullius / adiega matir aiias
potita dona prim[ius / abesias
Табличка 1b
etic eiotinios co et[ic / rufina casta dona[
nonus coetic diligentir soc[ / ulationicnom aucitionim[
aterem potiti ulatucia mat[ / banonias ne incitas biontutu [ue
seuerim licinaue tertioni[cnim / eiabi tiopritom biietutu semit[
retet seuera tertionicna / ne incitas biontutus … du[
anatia nepi anda.. / ]incors onda…[
]donicon[ / ]incarata
Табличка 2a
]a senit conectos[ / ]onda bocca nene.[
]rionti onda boca ne[ / .on barnaunom ponc nit-
issintor sies eianepian / digs ne lisantim ne licia-
tim ne rodatim biont- / utu semnanom sagitiont-
ias seuerim lissatim licia- / tim anandognam acolut[
utanit andognam[ / da bocca[ / diom…[ ne[
Табличка 2b
aia […] cicena[ / nitianncobueðliðat[
iasuolsonponne / antumnos nepon
nesliciata neosuode / neiauodercos nepon
su biiontutu semn- / anom adsaxs nadoc[
suet petidsiont sies / peti sagitiontias seu-
[er]im tertio lissatim[ / ..]s anandogna […
…]ictontias.['
Приведённый ниже перевод следует переводу на французский, сделанному П.-И. Ламбером.
Многие слова, однако, нечитаемы, потому перевод частичен, чему способствует ограниченное понимание галльского.
часть 1a
Отправь чары этих женщин против их имен (которые) ниже, (есть) очаровывающие чары ведьм для очарования ведьм. О, Adsagsona (имя богини), обрати дважды своё внимание на Северу Tertionicna их волшебницу письмен и науз (нитей с магическим узлами), так что они будут освобождать его, вместе с проклятием против их имен, что делает заклинание группы ниже […]
часть 1, b
[…]этих женщинх вышеназванных, очаровавших его таким образом, что он стал беспомощным […]
часть 2а
[…] всякий человек, занимающий должность судьи, на какового бы они наложили заклятие, отменяющее заклятие наложенное на сего человека;чтобы этого не могло там быть колдовством чар ведьмы письмен, ведьмы наузов (узлов на веревочке), ведьмы дарителей, находящейся среди этих женщин, которые ищут Северу, в письменной форме ведьму, ведьму науз, иностранных[…]
часть 2b
это не побег от злых чар […]
Словарик к этому тексту.
- Adiega [ли]
- Adsagsona [богиня]
- Aiia [имя]
- anation (душа)
- antumnos, antedubno- (ср. валл. annwn, загробный мир)
- Banona [имя]
- bena- / bano- : (женщина, ср. ирл. ben)
- biietutu : (чтобы он был)
- biontutu / biiontutu / biontutus : (чтобы они были)
- bocca : (рот)
- brixta / brixtom : (заклятие, откуда исп. bruxa — ведьма)
- cico- : (мышца, мясо, плоть)
- duo / dui : (число 2)
- duxtir : (дочь)
- matir : (мать)
- nato / natu : (песня, поэма)
- ulato- : (чиновник)
- Ulatucia [ЛИ]
- vid- / vissu- / vistu- : (знание / знания)

Кроме того, стали известны ещё несколько памятников, предположительно литературного характера: обломок тарелки из fr:Lezoux
 и большая черепица из местечка Шатобле, возможно, несущая на себе версифицированный текст, или же, по альтернативной точке зрения — брачный контракт.
Однако и первая крупная надпись — заклятие на вотивной табличке из Шамальер — также имеет первостатейную важность сразу по нескольким аспектам. На маленькой свинцовой пластинке латинским алфавитом написаны 12 строк; вероятно, этот текст являлся проклятием или заклятием, упоминающим бога Mapon-. Вероятно, табличка была сделана в середине I века н. э.
andedíon uediíumí diíiuion risun
artiumapon arueriíatin [или aritu?]
lopites sní eddic sos brixtía anderon [возможно, lotites?]
clucionfloron nigrínon adgarion aemilí
on paterin claudíon legitumon caelion
pelign claudío pelign marcion uictorin asiatí
con addedillí etic se couitoncnaman [или, возможно, poncnaman?]
tonc siíontío meíon ponc se sit bue
tid ollon reguccambion exsops
pissíiumí tsoc cantírtssu ison son [возможно, rissuis onson?]
bissíet luge dessummiíis luge
dessumíis luge dessumíís luxe

## В музыке
Тексты, написанные на реконструированном, искусственном галльском языке используются в большинстве песен швейцарской группы Eluveitie, играющей кельтский фолк-метал.